# Batalla de Navarino
La batalla de Navarino va ser una batalla naval lliurada en 1827, durant la Guerra d'independència de Grècia, a Navarino (avui Pilos). Van combatre les flotes otomana i egípcia d'un costat contra les flotes combinades britànica, francesa i russa, i el triomf fou per aquesta darrera aliança.

## Antecedents
En 1827 pel tractat de Londres Rússia, Gran Bretanya i França van decidir intervenir militarment als Balcans, enviant els seus esquadrons navals a Grècia, on s'estava lluitant la Guerra d'independència de Grècia.
Després que la delegació grega, liderada per Aléxandros Mavrokordatos, acceptés els termes del tractat, els aliats es van preparar per insistir en l'armistici i les seves flotes van rebre instruccions per interceptar subministraments destinats a les forces d'Ibrahim Paixà d'Egipte. Quan la flota de Ibrahim Paixà d'Egipte, que havia estat advertida pels britànics i francesos que es mantingués allunyada de Grècia, va abandonar Alexandria i es va unir a altres unitats otomanes/egipcies a Navarino el 8 de setembre, Codrington va arribar amb el seu esquadró a Navarino el 12 de setembre. El 13 d'octubre, Edward Codrington es va unir, davant de Navarino a un esquadró francès al comandament de Henri de Rigny i un esquadró rus al comandament de Lodewijk van Heiden.
A la seva arribada a Navarino, Codgrinton i de Rigny van intentar negociar amb Ibrahim, que va insistir que per ordre del sultà havia de destruir Hydra. Codrington va respondre dient que si les flotes d'Ibrahim intentaven anar a qualsevol lloc menys a casa, hauria de destruir-les. Ibrahim va acceptar escriure al sultà per veure si canviaria les seves ordres, però també es va queixar que els grecs poguessin continuar els seus atacs. Codrington va prometre que impediria que els grecs i els filhel·lens ataquessin els turcs i els egipcis. Després de fer això, va dissoldre la major part de la seva flota, que va tornar a Malta, mentre que els francesos van anar a l'Egeu.
La flota britànica estava dirigida pel vicealmirall Sir Edward Codrington, amb la missió d'intervenir entre els rebels independentistes grecs i els turcs. Codrington es va endinsar a la badia per impedir que salpés la flota d'Ibrahim Paixà d'Egipte, el fill del virrei egipci Muhammad Ali Pasha. Encara que els dos estats no estaven en guerra, les potències havien decidit fer una demostració de força. La flota de l'Imperi Otomà (sota el comandament suprem d'Ibrahim però comandada de fet per Amir Tahir Pasha, almirall del sultà Mahmud II, estava composta per tres vaixells de línia, dinou fragates i nombroses embarcacions petites), i estava ancorada formant un semicercle per protegir-se mútuament i poder fer convergir el seu foc. Codrington començar a fondejar la seva flota (composta per onze vaixells de línia i onze fragates) a l'interior d'aquesta formació a les dues de la tarda.

## Batalla
Frank Abney Hastings, un filhel·lè, va destruir un esquadró naval turc durant una incursió a Itea, i Ibrahim va enviar un destacament de la seva flota per combatre'l. Codrington no coneixia les accions d'Hastings i va pensar que Ibrahim estava trencant el seu acord, va interceptar la força i els va fer retirar i ho va tornar a fer l'endemà quan Ibrahim va dirigir la flota en persona. Codrington va reunir la seva flota una vegada més, amb els britànics tornant de Malta i els francesos de l'Egeu. També se'ls va unir el contingent rus liderat pel comte Login Geiden. Ibrahim va començar una campanya per aniquilar els grecs del Peloponès ja que pensava que els aliats havien renegat el seu acord.
El 20 d'octubre de 1827, a mesura que el temps empitjorava, les flotes britàniques, russes i franceses van entrar a la badia de Navarino en formació pacífica per refugiar-se i assegurar-se que la flota egipcio-turca no ataqués Hydra. Quan una fragata britànica va enviar un vaixell per demanar als egipcis que retiressin els brulots, l'oficial a bord va ser mort pels egipcis. La fragata va respondre amb foc de mosquet en represàlia i un vaixell egipci va disparar un tret de canó al vaixell insígnia francès, el Sirene, que va tornar el foc. Es va iniciar un enfrontament total que va acabar amb una victòria completa dels aliats i amb l'aniquilació de la flota egipcio-turca. Dels 89 vaixells egipci-turcs que van participar en la batalla, només 14 van tornar a Alexandria i els seus morts superar els 8.000. Els aliats no van perdre cap vaixell i només van patir 177 morts i 469 ferits.. La Porta va exigir una indemnització als aliats pels vaixells, però la seva demanda va ser rebutjada perquè els turcs havien actuat com a agressors. Els ambaixadors dels tres països també van sortir de Constantinoble.

## Conseqüències
Ibrahim Baxà va accedir a evacuar Grècia, de manera que pràcticament va concloure la Guerra d'independència grega. Això no obstant, la victòria no es va rebre amb grat a la Gran Bretanya. El primer ministre britànic Arthur Wellesley, duc de Wellington, que temia un atac rus sobre Turquia, va qualificar aquesta batalla com un "esdeveniment desfavorable" i va destituir a Codrington. El combat de Navarino constitueix un esdeveniment fonamental de la història contemporània de Grècia i va ser un dels moments més gloriosos per l'Armada russa.
La participació en la batalla de Rússia va provocar al seu torn la Guerra Russo-Turca de 1828-1829.